# Hubert Leitgeb
Hubert Leitgeb (Anterselva, 31 de octubre de 1965–Anterselva, 4 de febrero de 2012) fue un deportista italiano que compitió en biatlón.
Ganó tres medallas en el Campeonato Mundial de Biatlón entre los años 1991 y 1996. Participó en dos Juegos Olímpicos de Invierno, en los años 1992 y 1998, ocupando el cuarto lugar en Albertville 1992, en la prueba de relevos.

## Palmarés internacional
| Campeonato Mundial | Campeonato Mundial    | Campeonato Mundial | Campeonato Mundial |
| Año                | Lugar                 | Medalla            | Prueba             |
| ------------------ | --------------------- | ------------------ | ------------------ |
| 1991               | Lahti (Finlandia)     | Medalla de oro     | Equipo             |
| 1994               | Canmore (Canadá)      | Medalla de oro     | Equipo             |
| 1996               | Ruhpolding (Alemania) | Medalla de bronce  | Equipo             |